# Archidistoma psammion
Archidistoma psammion är en sjöpungsart som beskrevs av Friedrich Ritter och William Forsyth 1917. Archidistoma psammion ingår i släktet Archidistoma och familjen Polycitoridae. Inga underarter finns listade i Catalogue of Life.